# Licaphrium
Licaphrium è un genere estinto di mammiferi litopterni, appartenente ai proteroteriidi. Visse tra il Miocene inferiore e il Miocene superiore (cira 17 - 9 milioni di anni fa) e i suoi resti fossili sono stati ritrovati in Sudamerica.

## Descrizione
Noto per resti relativamente incompleti, questo animale doveva essere piuttosto simile a un piccolo cavallo. Il cranio era piuttosto grosso, e in confronto a forme simili come Proterotherium era sicuramente più massiccio. Il muso era molto corto e molto alto. Le ossa nasali erano più allungate rispetto a quelle di Diadiaphorus ma non tanto quanto quelle di Proterotherium. I molari superiori erano dotati di tubercoli interni ravvicinati, meno nettamente separati rispetto a quelli di Proterotherium. Le zampe erano allungate e snelle, dotate di tre dita, di cui quello centrale più robusto e dotato di uno zoccolo forte.

## Classificazione
Il genere Licaphrium venne descritto per la prima volta nel 1887 da Florentino Ameghino, sulla base di resti fossili ritrovati in terreni del Miocene inferiore dell'Argentina. La specie tipo è Licaphrium floweri. A questo genere sono state attribuite numerose altre specie, molte delle quali descritte dallo stesso Ameghino (L. debile, L. granatum, L. intermedium, L. intermissum, L. mesopotamiense, L. parvulum, L. proclivum, L. proximum, L. pyramidatum, L. tenuae), anche se molto probabilmente gran parte di queste specie erano identiche alla specie tipo. L'ultima specie nota, L. mesopotamiense, risale alla fine del Miocene, ma animali simili (Neolicaphrium, Uruguayodon) sono noti nel Pliocene/Pleistocene e rappresentano gli ultimi proteroteriidi noti.
Licaphrium è un membro dei proteroteriidi, un gruppo di litopterni piuttosto simili agli equidi, soprattutto per quanto riguarda l'allungamento delle zampe e la modifica della struttura delle dita. Licaphrium sembrerebbe una forma intermedia tra Proterotherium e Diadiaphorus, altri due proteroteriidi miocenici.